# دنیل ینسن
دنیل ینسن (هلندی: Daniel Jensen؛ زادهٔ ۲۵ ژوئن ۱۹۷۹) یک بازیکن فوتبال اهل دانمارک است.
وی همچنین در تیم ملی فوتبال دانمارک بازی کرده‌است.